# Ludwik Turasiewicz
Ludwik Andrzej Turasiewicz (ur. 10 lipca 1907, zm. 14 października 1986) – porucznik kawalerii Wojska Polskiego, awansowany przez władze RP na uchodźstwie na stopień majora.

## Życiorys
Urodził się 10 lipca 1907. Był synem Emila. U kresu I wojny światowej w listopadzie 1918 brał udział w obronie Lwowa w ramach wojny polsko-ukraińskiej. W 1919 ukończył I klasę w Wyższym I Realnego Gimnazjum im. Adama Mickiewicza we Lwowie. Ukończył Korpus Kadetów Nr 1 we Lwowie. W Wojsku Polskim został awansowany na stopień podporucznika kawalerii ze starszeństwem z dniem 15 sierpnia 1930. W 1932 był oficerem 2 pułku Strzelców Konnych. Według stanu z marca 1939 w stopniu porucznika pełnił stanowisko zastępcy komendanta zastępcy oficera mobilizacyjnego w 5 pułku Ułanów Zasławskich.
Po wybuchu II wojny światowej i agresji ZSRR na Polskę z 17 września 1939 został aresztowany przez sowietów, a od 1940 w obozu jenieckim NKWD w Griazowcu. Po zawarciu układu Sikorski-Majski z 30 lipca 1941 odzyskał wolność został oficerem Armii Polskiej w ZSRR gen. Władysława Andersa. Był dowódcą II szwadronu w 7 dywizjonie kawalerii (istniejącym na przełomie 1941/1942). Później, w ramach Polskich Sił Zbrojnych w 1942 sprawował stanowisko dowódcy plutonu łączności w 1 pułku Ułanów Krechowieckich. Walczył w bitwie o Monte Cassino.
Po wojnie pozostał na emigracji w Wielkiej Brytanii. Został awansowany przez władze RP na uchodźstwie na stopień majora.
Zmarł 14 października 1986. Został pochowany na cmentarzu Merton and Sutton Joint Cemetery przy Garth Road w Morden (Londyn) 20 października 1986

## Ordery i odznaczenia
- Krzyż Srebrny Orderu Virtuti Militari[3]
- Złoty Krzyż Zasługi (1978)[7]
- Krzyż Pamiątkowy Monte Cassino nr 29714[8]
- Krzyż Obrony Lwowa[3]
- Odznaka pamiątkowa „Orlęta”[3]
- Złota Odznaka Honorowa Koła Lwowian w Londynie[3]